# Пиндус Богдан Іванович
Богдан Іванович Пиндус (псевдонім Богдан Настасівський; 9 вересня 1944, с. Настасів — 10 листопада 2016, с. Оброшине) — український краєзнавець, публіцист. Член Національних спілок журналістів (1999) і краєзнавців (1998) України.

## Життєпис
Богдан Іванович Пиндус народився 9 вересня 1944 року в селі Настасові Тернопільського району Тернопільської області (тоді УРСР) у сім'ї Івана, сина Григорія та Марії з Глухих, і Меланії, батьками якої були Микола Жмурко та Марія з Базарів.
Батько подався на Захід ще до народження Богдана. У 1947-му маму репресувала радянська влада, але їй вдалося передати трирічного сина бабці Марії через вікно вагона поїзда. З матір'ю він зміг побачитися тільки у 18 років, а з батьком — аж у 45.
Богдан Пиндус був першим економістом — випускником Настасівської середньої школи. Закінчив Чернівецький фінансовий технікум (1963) і Тернопільський фінансово-економічний інститут (1973, нині ЗУНУ), навчався без відриву від роботи.
Працював у райфінвідділі в смт Ємільчиному Житомирської області (1963). У цьому ж році відбув на строкову армійську службу, яку почергово проходив у танкових частинах у Чернівцях і в Береговому та Ужгороді на Закарпатті. Після демобілізації наприкінці 1966 року працював у фінансових органах Гусятинського району (1966—1968) і м. Тернополя (1968—1972), в Тернопільському обласному фінансовому управлінні (1972—1989), податкових органах у м. Львові (1997—2002).
В останні роки перед пенсією і до смерті проживав у с. Оброшиному Львівського району Львівської області. Значну частину вільного часу присвятив краєзнавчим дослідженням.
За публікації в річнику «Тернопілля'96» нагороджений дипломом у номінації «Кращий автор», переможець у номінації «За кращу ідею» до річника «Тернопілля‘97».
Збирав прислів'я, приказки, порівняння, писав вірші.
Член редколегії «Тернопільського енциклопедичного словника», автор більше 500 статей.
Богдан Пиндус відшукав могили парохів Настасова оо. Миколи Ганкевича і Михайла Устияновича, упродовж багатьох років вшановував пам'ять о. Миколи Ганкевича, упорядковував його могилу, був ініціатором зведення поруч неї хреста для служіння загального парастасу. Також був ініціатором появи у 2003 році «Настасівського вісника» — друкованого органу Настасівської сільської ради. Подав ідею створення в Настасові музею історії села.
Помер Богдан Пиндус 10 листопада 2016 року, похований на цвинтарі в с. Оброшиному Львівського району Львівської області.

## Доробок
Автор численних краєзнавчих праць у періодиці та колективних збірниках (усі регіональні річники «Тернопілля», а також «Львівщина-96», журнал «Тернопіль», газети «Вільне життя», «Русалка Дністрова», «Свобода»).
Досліджував життя і творчий шлях Дарії Віконської, Йосипа Вітошинського, Богдана Лепкого, Теодора і Михайла Вациків, Володимира Масляка, Омеляна Партицького, Володимира Кучера, Григорія Махіва, Володимира Лучаківського, Романа Осінчука, Володислава Федоровича та інших.
Першим дослідив зв'язки Михайла Грушевського і членів його сім'ї з Тернопільщиною, невідомі факти з життя Насті Лісовської (Роксолани), відшукав могилу Володимира Лучаківського на Микулинецькому цвинтарі тощо.
Співупорядник «Великодньої книжечки» (Т., 1995).
У 2013 році спільно з Михайлом Ониськівим опублікував репринтом у Тернополі віршовану «В'язанку побажань» для української молоді 1885 року Володимира Лучаківського.
Від початку 1990-х років працював над книгою «Настасів і настасівчани», яку готують до друку його земляки та друзі.
Окремі публікації:
- Пиндус Б. Вона любила Бога й Україну / Б. Пиндус // Вільне життя плюс. — 2009. — 9 жовт. — С. 5. — (Рядок з біографії краю).
- Пиндус Б. Співець надламаної правди / Б. Пиндус // Подільське слово. — 2011. — 13 трав. — С. 9.
- Пиндус Б. Два листи Ольги Кобилянської та її громадсько-культурне середовище / Б. Пиндус, М. Ониськів // Літературний Тернопіль. — 2012. — № 3. — С. 137—141. — (Літературознавство).